# Вірш
Вірш (через пол. wiersz від лат. versus — «рядок», первісно — «поворот плуга в кінці гонів», «довжина борозни», спор. з укр. верства, верста) — термін, використовуваний у декількох значеннях:
1) елемент ритмічного мовлення в літературному творі, основна одиниця віршованого ритму.
Подеколи збігається з віршовим рядком, але в жодному разі не повинен з ним ототожнюватися, тому що ці поняття різного плану. Приміром, у доробку Василя Пачовського спостерігається такий випадок:
Так ходила по алеї, та зайняти я не міг! Чисто
ангел-білосніг… Млів я, дивлячись на неї, плили
сльози з віч моїх, заросив я слідки ніг…
Поверталась, усміхалась —
та займати я не міг!…
При п'ятьох типографських рядках тут вбачається вісім елементів ритмічного мовлення зі схемою римування аббабба, що асоціюється з восьмивіршем. Трапляються моменти, коли віршових рядків значно більше, ніж віршів:
От і все,
Поховали хорошу людину,
Повернули навіки у лоно землі.
Та невже ж
помістились в тісну домовину
всі турботи його,
всі надії,
жалі? (Василь Симоненко)
При восьми рядках це звичайнісінький катрен, свідомо почленований на окремі рядки задля смислового та інтонаційного увиразнення поетичного мовлення, складається з чотирьох мовно-ритмічних елементів;
2) система поетичного мовлення, що має іманентні закономірності внутрішньої ритмічної організації та структури, де особлива роль належить ритмічним акцентам, альтернансам, анакрузам, віршовим розмірам, клавзулам, римам, строфам тощо. Властива віршованому мовленню емоційна піднесеність позначається на інтонаційній самостійності окремих фразових відтінків, підвищує функцію пауз, посилює милозвучність, увиразнює естетичну вартість поетичного твору.
3) ліричний або ліро-епічний твір, організований за версифікаційними законами певного літературно-історичного періоду (інша назва — рими). Як особлива система вірш постав в античні часи, відокремившись від музики і танцю. Його елементи існували в Стародавній Русі, зокрема в «Слові о полку Ігоревім», «Молитві Св. Феодосія», і лише в добу ренесансу й бароко цей термін поширюється у творчій практиці та в теоретичному осмисленні (шкільні, різдвяні, великодні тощо вірші). Поняття вірш подеколи вживається як синонім до поняття «поезія»:
І звідкіль це питання: а що є вірш?
Дух? Матерія? Першооснова? Сльози?!
[…] душа, яка поряд, така наполохана, що
може вмерти від цокоту серця твого (Світлана Короненко).